# Мугиша, Бонер
Бонер Мугиша (англ. Bonheur Mugisha; род. 1 января 2000, Руанда) — руандийский футболист, полузащитник сборной Руанды и клуба «Ла-Марса» (с 2024 года).

## Клубная карьера
В возрасте 15 лет Мугиша присоединился к футбольной академии «Хироуз», расположенной в Маянге, округ Бугесера. В 17 лет он был переведен в основную команду, которая выступала во Втором дивизионе. В 2019 году он помог клубу завоевать путевку в Премьер-лигу Руанды. После одного сезона в высшем дивизионе клуб вновь вернулся во Второй дивизион, и Мугиша присоединился к «Мукура Виктори Спортс» на правах аренды на сезон 2020/21 годов.
В июле 2021 года Мугиша присоединился к клубу Премьер-лиги Руанды АПР, подписав контракт сроком на 2 года. В сезонах 2021/2022 и 2022/2023 годов он выиграл с этим клубом два чемпионата Руанды.
В 2023 году выступал за ливийский клуб Аль-Ахли, а в 2024 году игрок тунисского клуба Ла-Марса.

## Карьера в сборной
Летом 2021 года Мугишу пригласили присоединиться к национальной молодёжной сборной Руанды до 23-х лет, но он отказался из-за продолжающейся пандемии COVID-19.
В январе 2022 года Бонер получил свой первый вызов в основную команду на несколько товарищеских матчей против сборной Гвинеи. 3 января 2022 года он дебютировал за национальную команду в первом матче, а затем сыграл и во втором матче.